# Tinea nocticolor
Tinea nocticolor är en fjärilsart som beskrevs av Edward Meyrick 1916. Tinea nocticolor ingår i släktet Tinea och familjen äkta malar. Inga underarter finns listade i Catalogue of Life.